# یواس‌اس آیداهو (اس‌پی-۵۴۵)
یواس‌اس آیداهو (اس‌پی-۵۴۵) (به انگلیسی: USS Idaho (SP-545)) یک کشتی بود که طول آن 60' بود. این کشتی در سال ۱۹۰۷ ساخته شد.